# Горный зуёк
Горный зуёк (лат. Anarhynchus montanus) — вид птиц из семейства ржанковых. Обитает в Северной Америке, в США и Канаде, зимует, в том числе, в Мексике. Название не отражает образа жизни птицы, так как она предпочитает равнинную местность. Редко встречается у воды, держась сухой почвы. Питается зуёк насекомыми и другими мелкими членистоногими.
МСОП присвоил виду статус NT.